# Iluro
Iluro est une colonie romaine du Ier siècle av. J.-C. sur laquelle s'est établie la ville de Mataró (comarque de Maresme), dans la province de Barcelone en Catalogne,.

## Historique
L'ancienne Iluro était le successeur, en tant que centre organisateur du territoire, d'une autre ville romaine antérieure, sûrement Ilduro, un nom qui apparaît écrit en caractères ibériques () sur les pièces de monnaie en bronze dues IIe et Ier siècle av. J.-C. trouvé à Cabrera de Mar (une ville située à environ cinq kilomètres de l'actuelle Mataró). 
Le nouvel Iluro romain a été fondé ex nihilo dans la première moitié du Ier siècle av. J.-C. sur une petite colline, à environ 28 m d'altitude, située entre deux ruisseaux, et atteint une zone urbaine d'environ 6 hectares.

## Description
Les vestiges archéologiques conservés sous la vieille ville de la ville de Mataró ( province de Barcelone , Espagne ) ont été identifiés comme ceux de l'ancienne ville romaine d'Iluro sur la base des découvertes épigraphiques documentées sur le site, selon les informations fournies par les sources classiques(Pline l'Ancien, Pomponius Mela et Ptolémée, qui désignent Iluro comme l'une des « parva oppida » de la côte : petit oppidum) et l'étude des vestiges archéologiques exhumés. De toutes ces références, nous pouvons constater l’importance de la cité à l’époque romaine.

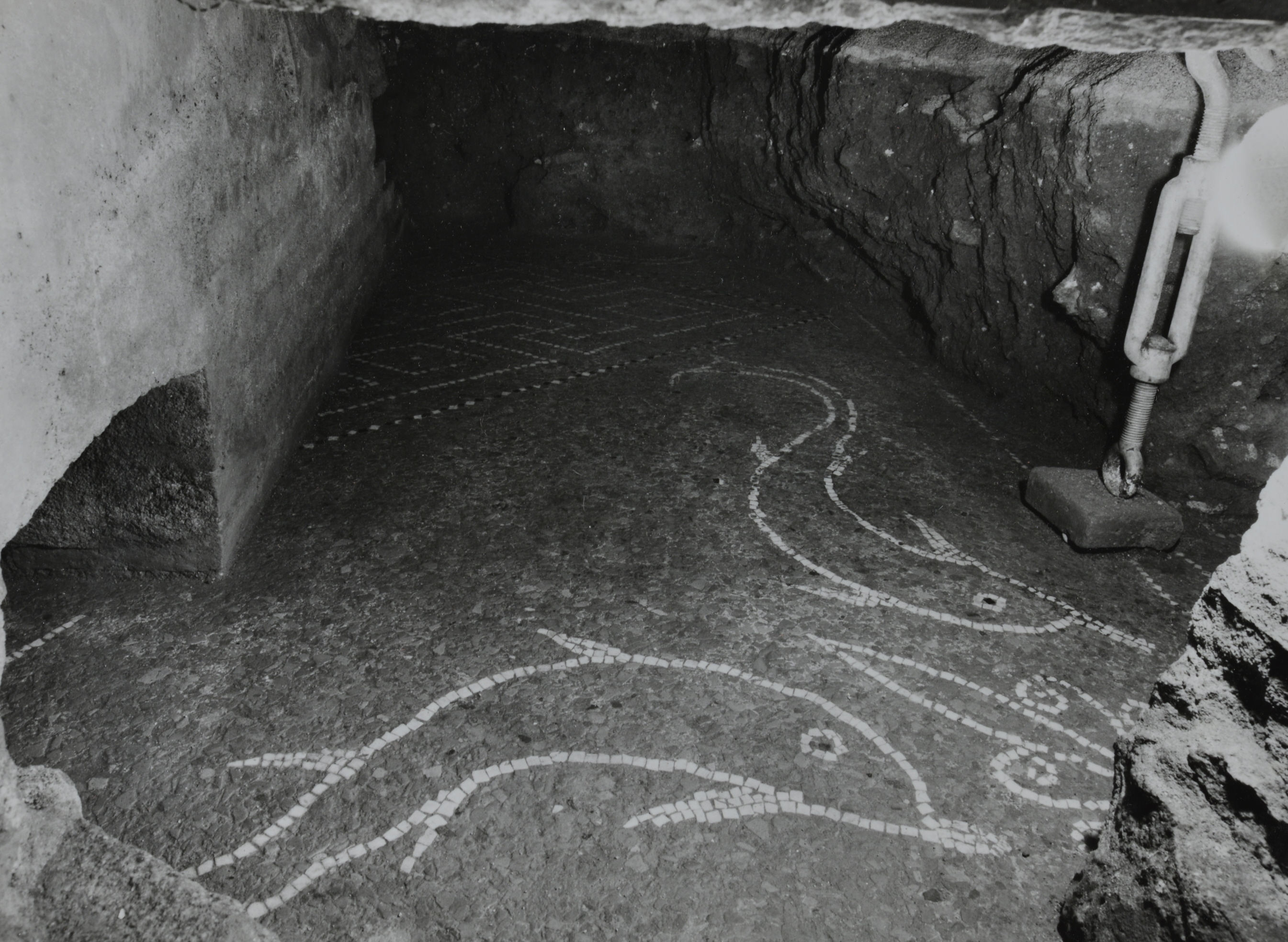
Mosaïque de la domus d'Iluro.

L'évaluation et l'étude de ses vestiges ont commencé au XVIIe siècle et se sont poursuivies jusqu'à nos jours, dans le cadre de recherches liées à d'éminents archéologues et historiens, tels que Josep Calassanç Serra i Ràfols (es), Francesch Carreras (es), Josep Puig i Cadafalch, Marià Ribas i Bertran (es) et, fondamentalement, le groupe de collaborateurs de la Section Archéologique du Musée de Mataró.
La structure urbaine de la ville, en partie fossilisée dans le tracé de certaines rues actuelles du centre historique de Mataró et en partie hypothétiquement reconstruite à partir de vestiges archéologiques connus, constitue un bon exemple d'urbanisme romain régulier, avec un périmètre rectangulaire et un réseau orthogonal de rues. Les stratigraphies archéologiques documentent la continuité d'Iluro jusqu'au début du VIIe siècle avec deux moments, outre celui fondateur, de dynamisme et de vitalité particuliers, datables respectivement aux IIe et IVe siècle. Auparavant, à l'époque d'Auguste, elle obtenait le statut juridique de municipium.

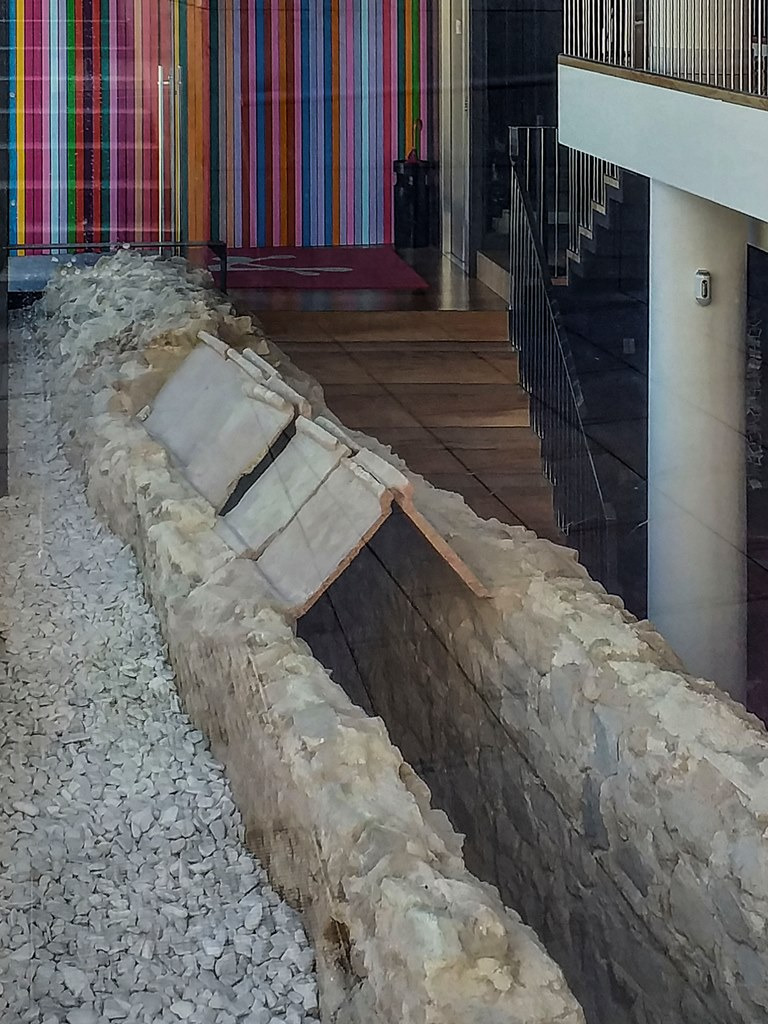
Aqueduc romain des bains publics (Place de Can Xammar).

Entre autres éléments urbains, il conserve les traces du mur qui l'entourait, ainsi que le forum, divers édifices publics, des rues, des maisons, une grande citerne, le marché (macellum), les égouts et canaux, et les nécropoles urbaines et suburbaines. Ce qui semble être les restes d'un temple paléochrétien a également été découvert. Parmi les nombreux vestiges architecturaux exhumés sur le site, se distinguent ceux d'une grande villa romaine aux sols en mosaïque en opus signinum, située sous la Plaza Gran.
Il convient de souligner le complexe archéologique de Can Xammar où avaient été trouvés les vestiges probables de thermes romains et sa palestre.
La zone d'influence de la ville d'Iluro était très large, suivant la conception romaine de la ville comme une entité inextricablement formée par la zone urbaine et son territoire, qui comprendrait une grande partie de l'actuelle région du Maresme.

## Galerie

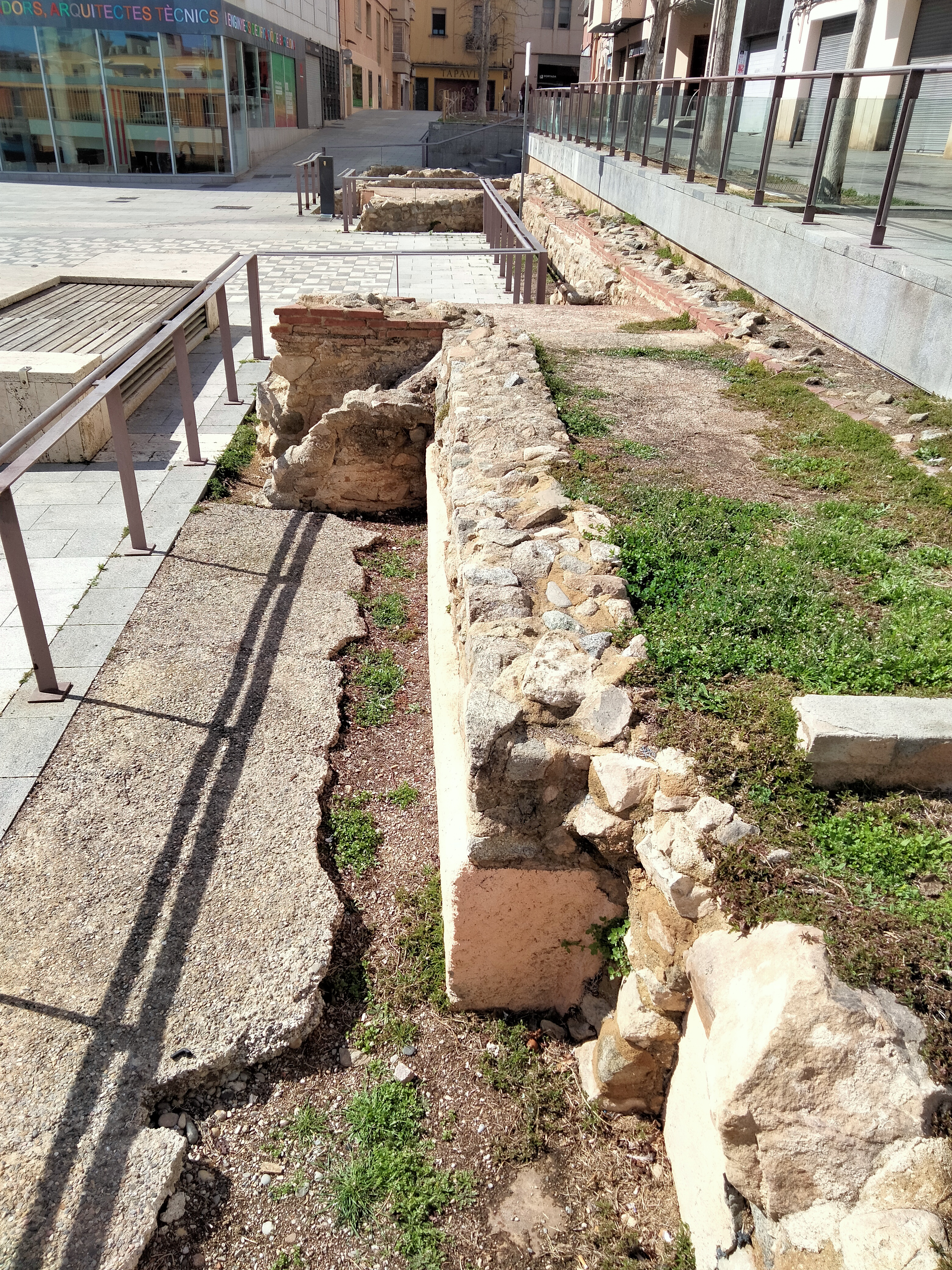
Vestiges des thermes romains.
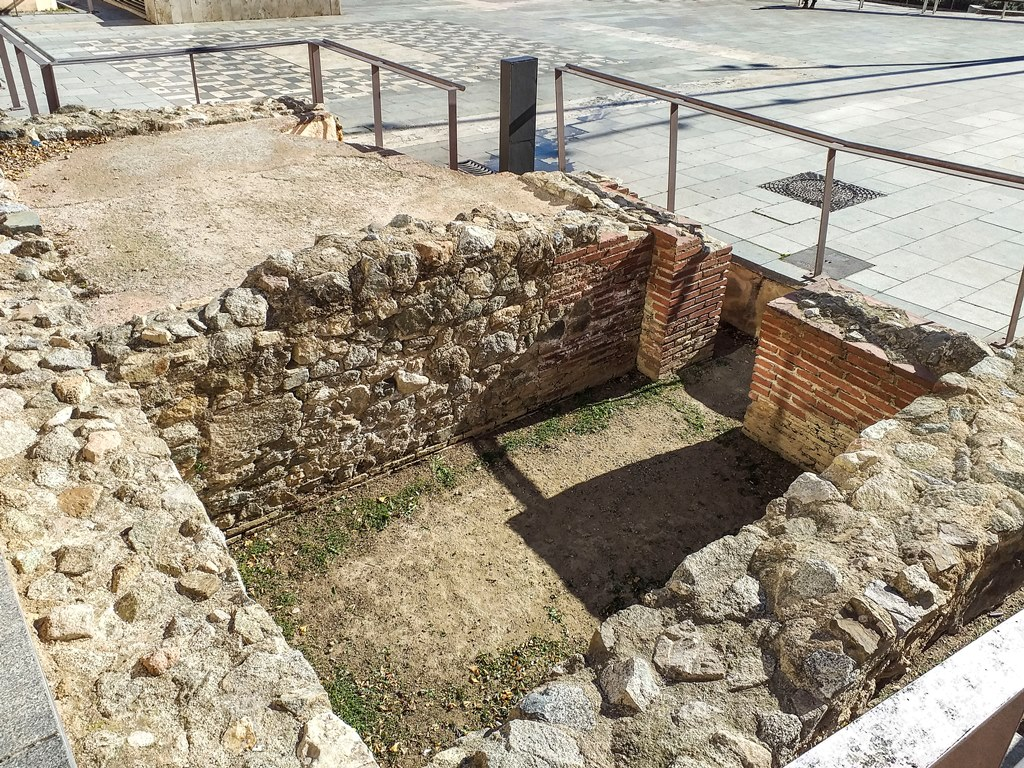
Vestiges des thermes romains.